# Maria Kazanecka
Maria Jolanta Kazanecka-Górecka (Poznań, 29 de agosto de 1955) es una deportista polaca que compitió en piragüismo en la modalidad de aguas tranquilas. Ganó una medalla de bronce en el Campeonato Mundial de Piragüismo de 1975 en la prueba de K2 500 m.
Participó en los Juegos Olímpicos de Montreal 1976, donde finalizó sexta en la prueba de K2 500 m.

## Palmarés internacional
| Campeonato Mundial | Campeonato Mundial    | Campeonato Mundial | Campeonato Mundial |
| Año                | Lugar                 | Medalla            | Evento             |
| ------------------ | --------------------- | ------------------ | ------------------ |
| 1975               | Belgrado (Yugoslavia) | Medalla de bronce  | K2 500 m           |